# Багдад
Багдад (арап. بَغدَاد) је главни град Ирака. Други је највећи град у југозападној Азији, после Техерана, са процењеним бројем становника од 8.765.000 (2016). Налази се на реци Тигар и био је насељен од давних времена. У врло кратком времену од свог оснивања, Багдад се развио у значајан културни, трговачки и научни центар. Осим тога, град је био седиште неколико кључних академских институција (нпр. Кућа знања), што је граду донело светску репутацију центра учења. Током позног средњег века, Багдад се сматрао једним од највећих градова света, са процењених 1,2 милиона становника. Према неким археолозима, он је био први град на свету који је достигао број од преко милион становника.
Добио је на значају пошто га је 762. године халиф Ел Мансур (754—775) изабрао за престоницу абасидске династије. За време Харуна ел Рашида доживљава највећу славу, која се огледа у „Хиљаду и једној ноћи“, и био је један од најбогатијих и највећих градова на свету. Као центар ислама, по питању трговине и културе заостаје само за Константинопољем. Почео је да губи моћ када је 836. године престоница премештена у Самару. Године 1258, опљачкали су га Монголи под Хулагуом, 1401. године га је освојио Тамерлан, а 1524. године је потпао под власт персијске сафавидске династије. Под влашћу султана Сулејмана Величанственог град је 1534. године постао део Османског царства, а у кратком периоду (1623—1638) поново је под сафавидском влашћу све до Првог светског рата (1914—1918). Године 1921, постаје престоница Краљевине Ирак. Године 1958, државним ударом у Багдаду окончана је монархија. Током 20. века град се проширио територијално и демографски. Тешко је оштећен у бомбардовању током рата у Персијском заливу и од тада је под међународним трговинским санкцијама више од једне деценије. У току рата, град је често био поприште бомбашких напада. Према извјештају ЦНН-а из 2012. Багдад се налазио на списку најнегостољубивијих градова на свету са најнижим квалитетом живота, док га је консултантска фирма Мерцер ојенила најгорим међу 221 велика града, мерено по квалитету живота.

## Етимологија
Име Багдад потиче из предисламског доба, а његово порекло није сасвим сигурно. Место где се налази град било је насељено хиљадама година, а у 8. веку тамо се развило неколико арамејских села, међу којима је једно било назива Багдад. Сматра да је то име употребљено као назив Абасидске метрополе.
У неким записима на асирском клинастом писму, те у вавилонским записима који сежу у период 2000. п. н. е. спомиње се појам Багдаду Записи Набукодоносора (600. п. н. е.) описују како је он реновирао стари вавилонски град Баг-даду. Сматра се да је постојало друго вавилонско насеље названо Багдад, у горњој Месопотамији, у близини древног града Едесе. Име града није пронађено било где изван древне Месопотамије.

## Историја
Након пада династије Омејадија, прве династије халифа, победнички владари Абасида су хтели да имају своју престолницу одакле би владали хилафетом. Изабрали су место северно од сасанидске престолнице Ктесифона (а такође и северно од места где је некад стајао древни Вавилон), те је халифа ел-Менсур 30. јула 762. званично започео градњу града, а надзор над изградњом вршила је владарска породица Бармакида. Халифа Менсур је веровао да је Багдад савршен град за престолницу исламског царства којим су владали Абасиди. Њему се ово место изузетно свиђало па је једном приликом рекао: Ово је заиста град који ћу основати, где ћу живети и где ће моји потомци након тога владати.
Расту града помогао је његов одличан положај, заснован на најмање два фактора: град има контролу над стратешким и трговачким путевима дуж реке Тигрис те има обиље воде у пустињском и врло сувом окружењу. Водене површине постоје и на северном и на јужном крају града, што даје могућност свим домаћинствима да имају довољне количине. То је у време настанка града било неуобичајено.
Багдад је увелико засенио Ктесифон, престолницу Персијског царства, а која се налазила око 30 km југоисточно од данашњег Багдада. Данас, све што је остало од Ктесифона је град-храм Салман Пак, јужно од ширег градског подручја Багдада. Сам Ктесифон је заменила и „апсорбовала“ Селеукија, прва престолница Селеукидског царства. Селеукија је раније заменила и град Вавилон.
У првим годинама од настанка, град је познат као место које је приближно описано у Курану, као рај (džennet). За његову изградњу биле су потребне четири године (764—768). Менсур је сакупио инжењере, геометре и уметнике из целог тада познатог света који су се сакупили и направили планове за изградњу. Преко 100 хиљада радника је било ангажовано на изградњи, а многима се и плаћало за радове. За почетак градње одабран је месец јули, јер је по мишљењу два астролога Наубакта Ахвазија и МашАлах ибн Атарија, град требало да буде изграђен у астролошком знаку лава. Тај астролошки знак повезиван је са ватром и симболизовао продуктивност, понос и развој.
За изградњу града коришћене су цигле облика коцке величине 46 cm, једнаке са све четири стране. Ебу Ханифа је био задужен за цигле, те је конструисао канал којим се вода допремала до градилишта, а осим за производњу цигли користила се и за пиће. Мрамор се такође користио за изградњу многих грађевина у граду, мраморне плоче се коришћене као облога корита реке. Око града била су четири одбрамбена зида по именима Куфа, Басра, Дамаск и Курасан, названа тако јер су њихове капије биле усмерене у правцима тих градова. Удаљеност између тих капија била је нешто мања од 2,4 km. Свака од њих је имала двострука врата направљена од гвожђа, била су тако масивна да је било неопходно неколико људи да их отворе или затворе. Сами зидови града били су дебели око 44 m на доњем делу и 12 m при врху. Осим тога, зид је био висок око 30 m, што је укључивало и зупце, са бројним отворима (амбразурама). Овај зид је био опасан другим зидом дебелим 50 m. Други зид је имао торњеве и заобљене зупце који су окруживали торњеве. Тај спољни зид је био заштићен масивним гласијама, направљеним од цигли и кречњака. Изван спољног зида били су јаркови испуњени водом.
За само једну генерацију након свог оснивања, Багдад је постао средиште образовања и трговине. Кућа мудрости била је организација посвећена превођењу дела са грчког, персијског и сиријског. Научници су почели да долазе у Багдад из свих крајева Абасидског халифата, доприносећи увођењем научних сазнања Персијанаца, Грка и Индијаца у исламски и арапски свет тог времена. Сматра се да је Багдад вероватно био највећи град на свету за врло кратко време након свог оснивања и све до 930-тих, када га је сустигла Кордоба. Неке од процена наводе да је град на свом врхунцу имао преко милион становника. У многим од бајки написаних у чувеној "Хиљаду и једној ноћи", радња се дешава управо у Багдаду у ово време.
До 10. века, становништво града је износило, по данашњим проценама, између 1,2 милиона и 2 милиона. Међутим експлозивни раст Багдада је постепено успорио због проблема унутар халифата, укључујући и премештање престолнице у Самару (током два периода 808-819 и 836-892), губитка крајњих западних и источних провинција и периода политичке доминације иранске династије Бувејхида (945—1055) и Турака Селџука (1055—1135).
Селџуци су били клан Охуз Турака из Централне Азије који су прешли на сунитски огранак ислама. Године 1040. они су уништили Газнавиде, преузевши њихову земљу те је 1055. Тугрил-бег, вођа Селџука, освојио Багдад. Они су протерали припаднике Бујидске шиитске династије који су неко време ту владали те преузели власт и контролу над Багдадом. После освајања, Селџуци су владали са титулом султана у име абасидских халифа (сматрали су себе делом абасидског режима). Тугрил-бег је себе сматрао заштитником абасидских халифа.
Дана 10. фебруара 1258. Багдад су заузели Монголи предвођени унуком Џингис-кана, Хулегуом, након опсаде града. Том приликом су многи квартови уништени у пожару, пљачкама и разарањем. Монголи су убили већину становника Багдада, укључујући и халифу ел-Муста'сима те већи део града потпуно уништили. Уништени су и канали и обални насипи који су сачињавали иригацијски систем града. Пустошење Багдада означило је крај Абасидског халифата, удар од којег се исламска цивилизација није никад у потпуности опоравила.
Од тог времена, Багдадом је владао Илканат, држава одвојена од Монголског царства чија се престолница налазила у данашњем Ирану. Године 1401. Багдад је поновно опустошен, овог пута га је напао туркијски освајач Тимур Ленк (Тамерлан Велики). Када је његова војска освојила град, није поштедио готово никог те је наредио да сваки од његових војника донесе две одсечене главе становника Багдада. Багдад је затим постао провинцијска престолница коју су контролисали монголски Џалајириди (1400—1411), туркијски Кара Којунлу (1411—1469), Ак Којунлу (1469–1508) и иранске Сафавидске династије (1508–1534).
У модерним временима, Багдад је био у фокусу многих сукоба и ратова у Ираку. У Првом заливском рату (1980—1988) између Ирака и Ирана, Багдад је био на мети иранских напада ракетама типа Scud, али оне нису изазвале веће жртве а и штете су биле релативно мале. У Другом заливском рату град је нападнут 17. јануара 1991. те су га седам недеља бомбардовале савезничке снаге под водством САД. Ваздушни напади били су усмерени на војне циљеве као што је ирачка републиканска гарда, системе противваздушне одбране, војне авионе и аеродроме као и шпијунске системе. Осим тога, савезници су бомбардовали и објекте који су од значаја за цивилно становништво: електроенергетска постројења, рафинерије нафте и нафтоводе, медијске куће и одашиљаче, жељезнице и мостове. Целокупна електроенергетска мрежа у граду била је уништена. На крају рата, производња електричне енергије износила је 4% предратне производње, али је већ за месец дана враћена на 20 до 25%. Осим електричне мреже, уништена је и водоопскрба. Бомбе су уништиле и системе за управљање већине пумпних станица и уређаја за прочишћавање отпадних вода. Канализација је отицала директно у реку Тигрис, одакле је становништво ирачког главног града узимало воду за пиће, те се појавила велика епидемија у граду.

## Знаменитости
Једна од најстаријих грађевина је Абасидска палата (12—13. век) која је део историјског центра града са Сокак-сарајем („Палата трговине“) и медресом ал-Мустансирија из истог периода. Џамија ал-Казимија („Двојице који прогуташе свој бес“) из 15. века налази се у предграђу Багдада, а садржи гробнице седмог и деветог шиитског имама (од дванаест највећих), Мусе ал-Казима и Мухамеда ал-Такија. Због тога се сматра за једним од најважнијих шиитских светилишта на свету.
Национални музеј Ирака је поседовао непроцењиву колекцију историјских предмета и уметничких дела, али је током окупације Багдада 2003. године колекција опустошена. У Националној библиотеци и архиви Ирака уништено је хиљаде древних рукописа док је Садам Хусеин био на власти. Зоолошки врт у Багдаду је највећи зоолошки врт на Блиском истоку. За осам дана након почетка инвазије 2003. од 650 животиња које су тамо боравиле, само их је 35 преживело. Неке од животиња су украдене а многе затворене животиње угинуле су због недостатка хране. Неки од чувара зоолошког врта су месождере хранили магарцима које су куповали од становништва.
Споменик незнаном јунаку на Великом тргу прослава из 1980. године подигнут је почетком Иранско-ирачког рата (1980—1988) како би се обележила мученичка смрт ирачких војника, а 1989. године му је додат Тријумфални лук („Мачеви победе“).
- Сук ал-Газел је најстарији минарет у Месопотамији (901—907.)
- Џамија ал-Казимија
- Багдадски аеродром

## Географија
Град лежи уз обале реке Тигрис и био је насељен од старовековних времена. У Багдаду је суптропска аридна клима и један је од најтоплијих велеграда на свету. Температура на подручју Багдада креће се од 16,4 °C зими до 43,5 °C у јулу и августу. Највеће падавине су у септембру и мају, са просечно око 150 mm. Дана 11. јануара 2008. године, по први пут у последњих стотину година, пао је лагани снег.

### Административна подела
Град Багдад има 89 званичних насеља груписаних у 9 дистрикта. Девет дистриката града су:
- Азамија (ألأعظمية)
- Карх (الكرخ)
- Карада (كرّادة)
- Казимија (الكاظمية)
- Менсур (المنصور)
- Садр Сити (Савра, Медина es-Sadr, مدينة الصدر)
- Ел Рашид (الرشید)
- Русафа (الرصافة)
- Нови Багдад (بغداد الجديدة, Багдад ел-Џидида)

Ова званична подела града служи као организација административних центара за пружање општинских услуга, а све до 2003. нису имали никакву политичку функцију. Почетком априла 2003. Прелазна влада Ирака под америчком контролом почела је процес креирања нових функција за ова насеља. Процес се првобитно усредоточио на избор месних већа у званичним насељима. Прелазна влада организовала је серију скупова у сваком насељу објашњавајући локалну владу, описујући процес избора по насељима и охрабривала учеснике да разгласе ту одлуку пријатељима, комшијама и рођацима на следећим састанцима. Овај процес је коначно довео до завршног скупа када су кандидати за свако месно веће били изабрани. Када су свих 89 месних већа изабрано, међу собом су изабрали представнике који су служили у једном од девет већа дистрикта. Када су формирана већа дистрикта, даље се кренуло с именовањем чланова градског већа Багдада, које чини 37 чланова.

### Клима
Багдад има суптропску суву климу (по Кепену BWh) и убраја се међу најтоплије градове света. Лети, од јуна до аугуста, просечна дневна температура расте до 44 °C уз несносно сунчево зрачење. Падавине у ово доба године забележене су само пет или шест пута и никад нису премашиле 1 mm (1 литар/m²). Чак и ноћу, летње температуре врло ретко падају испод 24 °C. Због врло ниске влажности зрака (обично испод 10%) и врло велике удаљености Багдада од топлог Персијског залива, током лета су уобичајене пешчане олује из правца пустиње према западу.
Зими, дани су доста благи а ноћи промјењиве. Од децембра до фебруара, дневна температура износи између 15,5 и 18,5 °C, мада нису необичне ни температуре изнад 21 °C. Јутарње температуре понекад буду прилично ниске, просечна јутарња температура у јануару износи 3,8 °C а температуре испод тачке смрзавања дешавају се само неколико пута током зиме.
| Клима Багдад                                     | Клима Багдад | Клима Багдад | Клима Багдад | Клима Багдад | Клима Багдад | Клима Багдад | Клима Багдад | Клима Багдад | Клима Багдад | Клима Багдад | Клима Багдад | Клима Багдад | Клима Багдад  |
| Показатељ \ Месец                                | .Јан.        | .Феб.        | .Мар.        | .Апр.        | .Мај.        | .Јун.        | .Јул.        | .Авг.        | .Сеп.        | .Окт.        | .Нов.        | .Дец.        | .Год.         |
| ------------------------------------------------ | ------------ | ------------ | ------------ | ------------ | ------------ | ------------ | ------------ | ------------ | ------------ | ------------ | ------------ | ------------ | ------------- |
| Апсолутни максимум, °C (°F)                      | 24,8 (76,6)  | 27,1 (80,8)  | 30,9 (87,6)  | 38,6 (101,5) | 43,5 (110,3) | 48,8 (119,8) | 51,1 (124)   | 49,9 (121,8) | 47,7 (117,9) | 40,2 (104,4) | 35,6 (96,1)  | 25,3 (77,5)  | 51,1 (124)    |
| Максимум, °C (°F)                                | 15,5 (59,9)  | 18,5 (65,3)  | 23,6 (74,5)  | 29,9 (85,8)  | 36,5 (97,7)  | 41,3 (106,3) | 44,0 (111,2) | 43,5 (110,3) | 40,2 (104,4) | 33,4 (92,1)  | 23,7 (74,7)  | 17,2 (63)    | 30,6 (87,1)   |
| Просек, °C (°F)                                  | 9,7 (49,5)   | 12 (54)      | 16,6 (61,9)  | 22,6 (72,7)  | 28,3 (82,9)  | 32,3 (90,1)  | 34,8 (94,6)  | 34 (93)      | 30,5 (86,9)  | 24,7 (76,5)  | 16,5 (61,7)  | 11,2 (52,2)  | 22,77 (73)    |
| Минимум, °C (°F)                                 | 3,8 (38,8)   | 5,5 (41,9)   | 9,6 (49,3)   | 15,2 (59,4)  | 20,1 (68,2)  | 23,3 (73,9)  | 25,5 (77,9)  | 24,5 (76,1)  | 20,7 (69,3)  | 15,9 (60,6)  | 9,2 (48,6)   | 5,1 (41,2)   | 14,9 (58,8)   |
| Апсолутни минимум, °C (°F)                       | −11,0 (12,2) | −10,0 (14)   | −5,5 (22,1)  | −0,6 (30,9)  | 8,3 (46,9)   | 14,6 (58,3)  | 22,4 (72,3)  | 20,6 (69,1)  | 15,3 (59,5)  | 6,2 (43,2)   | −1,5 (29,3)  | −8,7 (16,3)  | −11 (12,2)    |
| Количина кише, mm (in)                           | 27,2 (1,071) | 19,1 (0,752) | 22,0 (0,866) | 15,6 (0,614) | 3,2 (0,126)  | 0 (0)        | 0 (0)        | 0 (0)        | 0 (0)        | 3,3 (0,13)   | 12,4 (0,488) | 20,0 (0,787) | 122,8 (4,835) |
| Дани са кишом (≥ 0.001 )                         | 8            | 7            | 8            | 6            | 4            | 0            | 0            | 0            | 0            | 4            | 6            | 7            | 50            |
| Релативна влажност, %                            | 71           | 61           | 53           | 43           | 30           | 21           | 22           | 22           | 26           | 34           | 54           | 71           | 42,3          |
| Сунчани сати — месечни просек                    | 192,2        | 203,3        | 244,9        | 255,0        | 300,7        | 348,0        | 347,2        | 353,4        | 315,0        | 272,8        | 213,0        | 195,3        | 3.240,8       |
| Извор #1: Светска метеоролошка организација (УН) |              |              |              |              |              |              |              |              |              |              |              |              |               |
| Извор #2: Climate & Temperature                  |              |              |              |              |              |              |              |              |              |              |              |              |               |

## Становништво
Велика већина становништва су Арапи, а у граду постоји и значајна национална заједница Курда, као и мање заједнице Туркмена, Сиријаца и Суданаца.
Око 95% становништва града су муслимани, због чега градску слику обележавају многобројне џамије. Багдад је и историјско седиште патријарха Асирске Цркве истока.

## Образовање
Медресу Мустансирија је основао 1227. године абасидски халифа ел-Мустансир. Променила је име 1963. у Универзитет ел-Мустансирија. Универзитет у Багдаду је највећи у Ираку и други по величини у арапском свету. Осим њих, постоје још три универзитета у Багдаду: Ирачки универзитет, Универзитет Нахрајн и Технолошки универзитет.

## Спорт
Багдад је дом неким од најуспешнијих фудбалских тимова у Ираку, међу којима су највећи ирачки прваци ел-Шорта (полицијски клуб), ел-Кува ел-Џавија (клуб пилота), ФК ел-Завра'а и ФК Талаба (студентски клубови). Највећи стадион у Багдаду је стадион ел-Шааб, отворен 1966. године. Други, много већи стадион је још увек у фази изградње.
Град такође има дугу традицију у тркама коња почев од Првог светског рата, становницима Багдада познате само као трке. Постоје незванични извјештаји о притиску неких исламских група да се ова традиција угаси због клађења за време трка, што се противи исламским верским законима.

## Партнерски градови
Багдад има уговоре о партнерству са сљедећим градовима:
- Аман
- Бејрут[29]
- Каиро
- Дамаск
- Сана
- Техеран
- Џеда
- Concord
- Рабат